# Далешан, Жак
Жак Далеша́н (фр. Jacques Daléchamps, лат. Jacobus Dalechampius; 1513 — 1588) — французский средневековый филолог, медик и ботаник.

## Биография
Жак Далешан родился в Кане в 1513 году. С 1545 года учился в Университете Монпелье у профессора Гийома Ронделе, в 1547 году получил степень доктора медицины. Несколько лет работал врачом в Гренобле и Валансе.
Далешан вёл переписку с Конрадом Геснером и многими другими естествоиспытателями-гуманистами. Несколько критических заметок Далешана о трудах Теофраста, а также их переводов остались неизданными.
В 1552 году поселился в Лионе, последние 6 лет жизни занимался врачеванием в местном Отель-Дье. Скончался 1 марта 1588 года.
В 1586—1587 годах вышла книга Далешана Historia generalis plantarum, состоявшая из двух томов. Второй том вышел раньше первого. В эту книгу помимо обобщения всех известных в то время ботанических открытий были включены некоторые наблюдения самого Далешана, сделанные им во время путешествий по Альпам. К книге прилагались небольшие рисунки из Vivae imagines Леонарта Фукса (1545). Помимо этого труда среди немногочисленных напечатанных работ Жака Далешана также выделяются книга о симптомах чумы из трёх частей, а также пособие по хирургии.

## Некоторые публикации
- Chirurgie Françoise (1573)
- Historia generalis plantarum (1587)

## Роды растений, названные в честь Ж. Далешана
- Dalechampia [Plum.] L., 1753